# Helene Demuth
Pour les articles homonymes, voir Demuth.
Helene « Lenchen » Demuth, née le 31 décembre 1820 à Saint-Wendel (Principauté de Lichtenberg, Duché de Saxe-Cobourg-Saalfeld) et morte le 4 novembre 1890 à Londres, a été la gouvernante du couple Jenny et Karl Marx, puis de Friedrich Engels. Elle est également la maîtresse de Marx et la mère de son fils adultérin, Frederick.

## Biographie
Helene Demuth apparaît en 1837 comme domestique dans la maison du conseiller ministériel Johann Ludwig von Westphalen, à Trèves. Quand Jenny von Westphalen, la fille de la maison, épouse, en 1843, Karl Marx, Helene accompagne le jeune couple. Elle les assiste dans leur vie, en tant que gouvernante, amie et camarade de combat politique.
Le 23 juin 1851, elle met au monde un garçon, Frederick Demuth (1851-1929), sans indiquer le nom du père : son amant Karl Marx. L’enfant est confié à une famille de Londres pour l'élever. Des années plus tard, Friedrich Engels reconnaît la paternité, probablement pour soulager Karl Marx des spéculations sur celle-ci. Cela ne suffit ni à briser les rumeurs ni à effacer le désespoir de Jenny, l’épouse de Marx.
Après la mort de Karl Marx en 1883, Helene Demuth rejoint Friedrich Engels, dont elle devient la gouvernante. Avec lui, elle organise la succession historique de Karl Marx.
En octobre 1890, elle tombe malade et meurt d'un cancer le 4 novembre. À la demande de Eleanor Marx, elle est enterrée dans la tombe de la famille Marx à Londres, au cimetière de Highgate.

## Note
1. ↑  https://www.persee.fr/doc/homso_0018-4306_1968_num_7_1_1117
2. ↑  « Marx’s ‘Illegitimate Son’... or Gresham’s Law in the World of Scholarship », par Terrell Carver de l'université de Bristol.